# Alcalus
Alcalus es un género de ranas, el único de la subfamilia Alcalinae. Se distribuyen por Borneo y Palawan.

## Especies
Se reconocen las 6 siguientes:
- Alcalus baluensis (Boulenger, 1896)
- Alcalus fontinalis Boruah, Narayanan, Gerard, Das & Deepak, 2023[1]
- Alcalus mariae (Inger, 1954)
- Alcalus rajae[2] (Iskandar, Bickford & Arifin, 2011)
- Alcalus sariba (Shelford, 1905)
- Alcalus tasanae (Smith, 1921)